# Porto fluviale di Kiev
Il porto fluviale di Kiev (in ucraino Київський річковий порт?, Kyivskyi richkovyi port) è il principale porto fluviale di Kiev, situato sulla riva destra del fiume Dnepr nel quartiere Podil.

## Storia
Fin dai tempi antichi, il quartiere Podil è stato un importante centro mercantile, specialmente per via d'acqua.
Intorno al XIX secolo, i piroscafi iniziarono a navigare sul fiume Dnepr e numerose banchine furono costruite sulla riva destra del fiume stesso.
Il porto fluviale venne inaugurato nel mesi di luglio del 1897.
Nel 1953-1961 fu costruito un nuovo terminal passeggeri su piazza Poshtova dagli architetti V. Gopkalo, V. Ladny e altri. L'edificio ha una torre che somigliava ad una torre di un battello a vapore.
In epoca sovietica, il trasporto fluviale dei passeggeri era redditizio, ma sovvenzionato dallo Stato. Dopo la privatizzazione della compagnia di navigazione nel 1992, il volume di traffico ha cominciato a crollare e allo stesso tempo le navi passeggeri sono state vendute all'estero, mentre altre sono state rottamate. Oggi, il trasporto dei passeggeri sul Dnepr avviene solo per visite guidate e solo nella regione di Kiev.
Nel 2009 è stato lanciato un traghetto, denominato tram fluviale, per collegare la riva destra e quella sinistra di Kiev durante la stagione calda.
Il Dnepr è ancora ampiamente usato per il trasporto di carichi voluminosi.

## Infrastruttura portuale

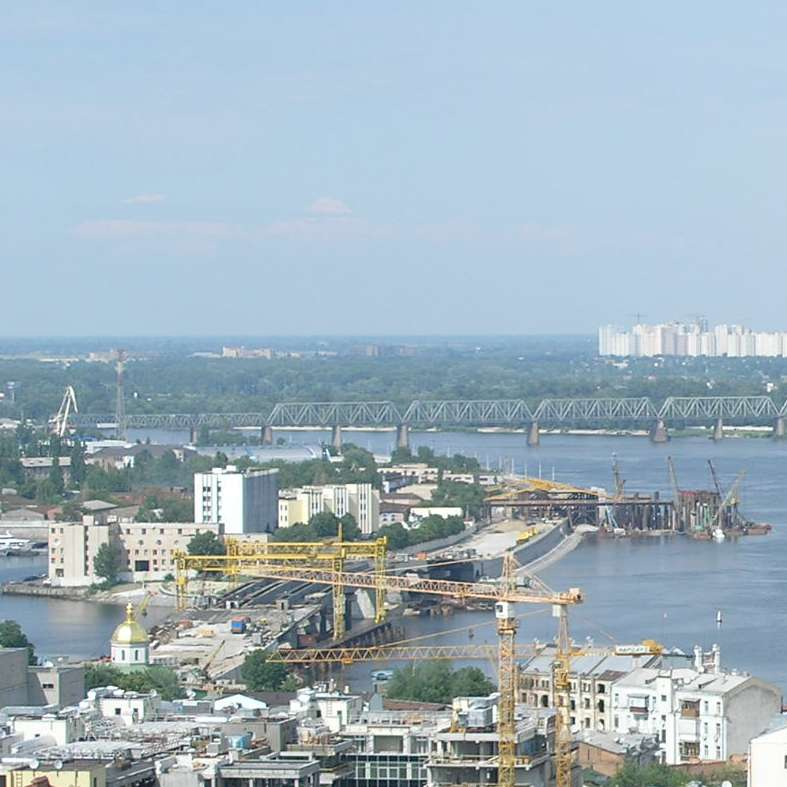
Vista panoramica di Podil con l'entrata del porto.

Il porto dispone di 20 ormeggi equipaggiati con scale, tutti riservati alle navi passeggeri e da diporto. Da aprile ad ottobre vi sono diverse compagnie che offrono escursioni giornaliere.